# Brian Baker (tenisista)
Brian Baker (ur. 30 kwietnia 1985 w Nashville) – amerykański tenisista, olimpijczyk z Rio de Janeiro (2016).

## Kariera tenisowa
Występował w juniorskich turniejach wielkoszlemowych. W 2003 roku osiągnął finał rozgrywek podczas French Open. Został wtedy pokonany przez Stanislasa Wawrinkę.
Zarówno w grze podwójnej jak i pojedynczej występował na profesjonalnych turniejach wielkoszlemowych. W Australian Open, US Open i French Open zdołał awansować do 2. rundy rozgrywek. W ostatnim z tych turniejów wystąpił dzięki dzikiej karcie. Jego największym sukcesem był awans do 4. rundy Wimbledonu w 2012 roku.
Zwyciężał w 2 turniejach rangi ATP Challenger Tour w grze pojedynczej oraz w 8 w grze podwójnej. W 2012 roku awansował do swojego pierwszego finału turnieju kategorii ATP World Tour – w Nicei przegrał 3:6, 2:6 z Nicolásem Almagro.
W lutym 2017 wygrał po raz pierwszy zawody rangi ATP World Tour, w konkurencji gry podwójnej w Memphis wspólnie z Nikolą Mekticiem. Kolejny tytuł Baker zdobył pod koniec kwietnia tegoż samego roku w Budapeszcie, ponownie z Nikolą Mekticiem. Najwyższe – 60. miejsce w rankingu singlowym osiągnął 24 września 2012 roku. Najwyższą lokatę w deblu (29. pozycja) osiągnął 22 maja 2017 roku.
W 2016 zagrał na igrzyskach olimpijskich w Rio de Janeiro w konkurencjach singla i debla. W grze pojedynczej poniósł porażkę w 1. rundzie, a w deblu awansował wspólnie z Rajeevem Ramem do 2. rundy.

### Finały w turniejach ATP World Tour
| Legenda                                      |
| -------------------------------------------- |
| Wielki Szlem                                 |
| Igrzyska olimpijskie                         |
| Tennis Masters Cup / ATP Finals              |
| ATP Masters Series / ATP Tour Masters 1000   |
| ATP International Series Gold / ATP Tour 500 |
| ATP International Series / ATP Tour 250      |

#### Gra pojedyncza (0–1)
| Końcowy wynik | Nr | Data         | Turniej | Nawierzchnia | Przeciwnik      | Wynik finału |
| ------------- | -- | ------------ | ------- | ------------ | --------------- | ------------ |
| Finalista     | 1. | 26 maja 2012 | Nicea   | Ceglana      | Nicolás Almagro | 3:6, 2:6     |

#### Gra podwójna (2–0)
| Końcowy wynik | Nr | Data             | Turniej   | Nawierzchnia  | Partner       | Przeciwnicy                       | Wynik finału |
| ------------- | -- | ---------------- | --------- | ------------- | ------------- | --------------------------------- | ------------ |
| Zwycięzca     | 1. | 19 lutego 2017   | Memphis   | Twarda (hala) | Nikola Mektić | Ryan Harrison Steve Johnson       | 6:3, 6:4     |
| Zwycięzca     | 2. | 30 kwietnia 2017 | Budapeszt | Ceglana       | Nikola Mektić | Juan Sebastián Cabal Robert Farah | 7:6(2), 6:4  |